# Стећци у Невачкој
Некрополе са стећцима на локалитетима Покојница (Мраморје) и Подгробље (Лука) налазе се у селу Невачка у општини Хан Пијесак. Некрополе су датиране у 14. вијек и проглашене су националним спомеником Босне и Херцеговине.

## Локалитет
На западној страни села Невачка на локалитету названом Подгробље или Лука налази се некропола са стећцима. На локалитету Покојница (Мраморје) и Подгробље (Лука) у селу Невачка налази се 37 стећака; од тога 22 сандука и 15 сљемењака. Стећци су поређани у низове од сјевероистока према југозападу, а оријентисани су у правцу сјеверозапад – југоисток, осим 2 стећка, један је оријентисани у правцу запад – исток, а други у правцу југозапад – сјевероисток.